# 625
625 (DCXXV) var ett normalår som började en tisdag i den julianska kalendern.

## Händelser

### Okänt datum
- 27 oktober – Sedan Bonifatius V har avlidit två dagar tidigare väljs Honorius I till påve.

## Födda
- Paulus från Egina, grekisk läkare.
- Wu Zetian, regerande kinesisk kejsarinna.

## Avlidna
- 25 oktober – Bonifatius V, påve sedan 619.